# UFC Live: Kongo vs. Barry
UFC Live: Kongo vs. Barry foi um evento de artes marciais mistas na posse do Ultimate Fighting Championship realizado no dia 26 de junho de 2011 no Consol Energy Center, em Pittsburgh, nos Estados Unidos. O evento foi transmitido pela Versus nos Estados Unidos e pela Rogers Sportsnet no Canadá.

## Card Oficial
Nota 1 O combate foi considerado No Contest (Sem Resultado) pela comissão Comissão Atlética do Estado da Pensilvânia, originalmente Oliveira derrotou Lentz por Finalização (mata-leão) aos 1:48 do 2º round. No combate, Oliveira acertou Lentz com uma joelhada ilegal levando-o para o chão, o árbitro não viu o ocorrido e seguiu com a luta.

## Bônus da Noite
- Luta da Noite:  Nik Lentz vs.  Charles Oliveira
- Nocaute da Noite:  Cheick Kongo
- Finalização da Noite:  Joe Lauzon